# Ermanno II di Baden
Ermanno II di Baden (c.1060 – 7 ottobre 1130) fu il primo ad utilizzare il titolo di Margravio di Baden, in onore della sede di famiglia del castello di Hohenbaden. Questo castello è situato nell'attuale stato di Baden-Baden.

## Biografia
Ermanno era il figlio di Ermanno I di Baden e di Giuditta di Backnang-Sulichgau. Fu reggente della marca di Verona dal 1112 fino al 1130.
Si designò dominus in Baden, comes Brisgaviae, marchio Verona. In italiano, i suoi titoli erano: signore in Baden, conte di Brisgovia, margravio di Verona. Intorno al 1070 Ermanno cominciò la costruzione del castello di Hohenbaden sulla cima di una vecchia struttura celtica. Dopo che la struttura fu completata nel 1112, si diede il titolo di margravio di Baden.
Egli ricostruì il monastero agostiniano che suo padre aveva costruito a Backnang a 1123. Ermanno fu sepolto nel monastero con la scritta:
"In dieser Tumba liegt Markgraf Hermann von Baden, der der Gründer dieses Klosters und Tempels war. Er starb im Jahre tausend vermehrt um hundert und dreimal zehn vom Kinde an, das die fromme Jungfrau gebar. Als er mit der Nachkommenschaft hierher übertragen wurde, waren fünfzehnhundert Jahre verflossen, dazu zehn samt dreien."

## Famiglia e figli
Ermanno II sposò Giuditta di Hohenberg ed ebbe i seguenti figli:
- Ermanno III (morto il 16 gennaio 1160)
- Giuditta (morta nel 1162), sposò Ulrico I di Carinzia (morto nel 1144)

## Ascendenza
|                                |   |          | Genitori |  |  | Nonni                   |  |  | Bisnonni                  |  |
|                                |   |          |          |  |  | Bertoldo I di Zähringen |  |  | Bezelino di Villingen (?) |  |
|                                |   |          |          |  |  | Bertoldo I di Zähringen |  |  | Bezelino di Villingen (?) |  |
|                                |   | …        |          |  |  | Bertoldo I di Zähringen |  |  |                           |  |
| Ermanno I di Baden             |   |          |          |  |  | Bertoldo I di Zähringen |  |  |                           |  |
|                                |   | Richwara | …        |  |  |                         |  |  |                           |  |
|                                |   | Richwara | …        |  |  |                         |  |  |                           |  |
|                                |   | Richwara | …        |  |  |                         |  |  |                           |  |
| Ermanno II di Baden            |   | Richwara |          |  |  |                         |  |  |                           |  |
|                                | … | …        |          |  |  |                         |  |  |                           |  |
|                                | … | …        |          |  |  |                         |  |  |                           |  |
|                                | … | …        |          |  |  |                         |  |  |                           |  |
| Giuditta di Backnang-Sulichgau | … |          |          |  |  |                         |  |  |                           |  |
|                                |   | …        | …        |  |  |                         |  |  |                           |  |
|                                |   | …        | …        |  |  |                         |  |  |                           |  |
|                                |   | …        | …        |  |  |                         |  |  |                           |  |
|                                |   | …        |          |  |  |                         |  |  |                           |  |